# Fieni
Fieni és una ciutat del comtat de Dâmbovița, Muntènia, Romania, al riu Ialomița, amb una població de 8.435 habitants al 2011.
Administra dos pobles, Berevoești i Costești.

L'església "Sant Nicolau" de Fieni, construïda el 1804, és un monument històric. L'empresa alemanya HeidelbergCement va comprar el 2002 la fàbrica de ciment local de Fieni. L'equip de futbol local, Cimentul Fieni, va ser fundat el 1936 i actualment juga a Divizia C. 

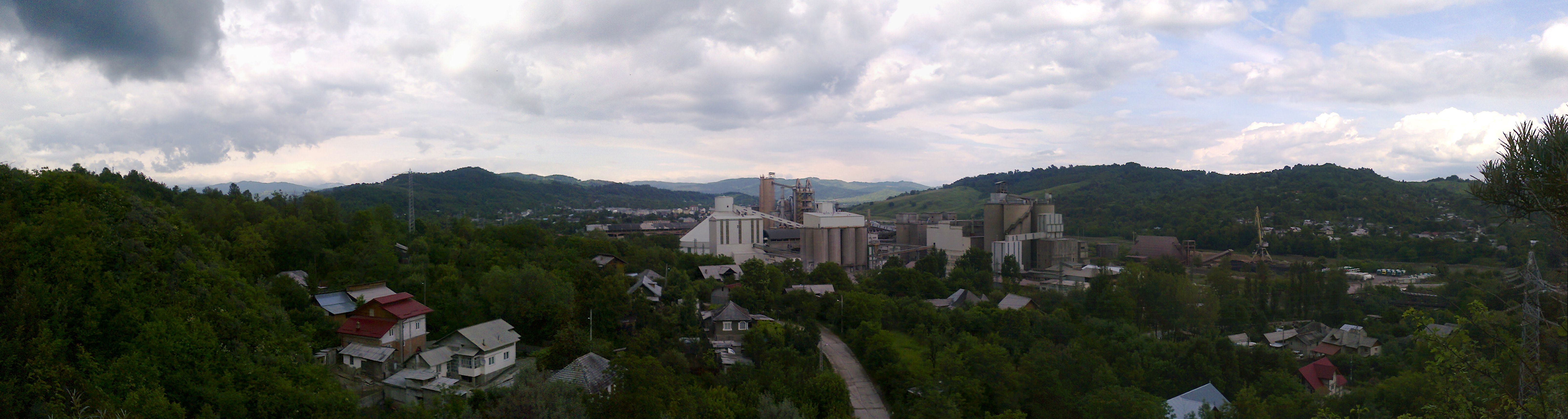
La planta de ciment de Fieni

## Fills il·lustres
- Aryeh Finkel